# Molins-sur-Aube
Molins-sur-Aube è un comune francese di 120 abitanti situato nel dipartimento dell'Aube nella regione del Grand Est.

## Società

### Evoluzione demografica
Abitanti censiti